# Chlorophorus monticola
Chlorophorus monticola là một loài bọ cánh cứng trong họ Cerambycidae.